# SelmaSongs
SelmaSongs è un album del 2000 di Björk, colonna sonora del film Dancer in the Dark.

## Descrizione
SelmaSongs (Le canzoni di Selma) è considerato a tutti gli effetti un album completo, nonostante sia la raccolta delle canzoni del film Dancer in the Dark di Lars von Trier. Questo soprattutto perché le canzoni del CD sono state interamente ricantate in studio di registrazione, eliminando imperfezioni, e cambiando ad esempio i duetti. I've Seen It All ("Ho visto tutto"), ad esempio, canzone struggente sulla cecità della protagonista del film, è stata ricantata duettando con Thom Yorke, voce del gruppo dei Radiohead.
Il tema di Overture, che apre il film, eseguita su sfondo nero, viene ripreso dall'ultima traccia, New World, canzone che nella pellicola viene eseguita senza musica, in un momento particolarmente drammatico della storia. Il rifacimento delle canzoni è completo, quindi non vengono solo ricantate, ma vengono anche riscritti i testi (molto differente ad esempio il testo di Scatterheart, che nel film perde gran parte della sua atmosfera per l'interpretazione non proprio all'altezza del giovane interprete).
Le uniche tracce che tendono ad allontanarsi dalle tematiche e dalle atmosfere drammatiche che permeano il lavoro sono Cvalda (dal nome del personaggio interpretato da Catherine Deneuve) e In the Musicals.

## Tracce
1. Overture (strumentale) – 3:38 (Björk, Vincent Mendoza)
2. Cvalda (feat. Catherine Deneuve) – 4:48 (Björk, Mark Bell, Sjón, Lars von Trier)
3. I've Seen It All (feat. Thom Yorke) – 5:29 (Björk, Sjón, Lars von Trier)
4. Scatterheart – 6:39 (Björk, Sjón, Lars von Trier)
5. In the Musicals – 4:41 (Björk, Mark Bell, Sjón, Lars von Trier)
6. 107 Steps (feat. Siobhan Fallon) – 2:36 (Björk, Sjón, Lars von Trier)
7. New World – 4:23 (Björk, Sjón, Lars von Trier)

## Temi nel film
Di seguito un elenco delle scene in cui vengono eseguiti i brani della colonna sonora.
1. Overture – apertura del film.
2. Cvalda – sogno ad occhi aperti in fabbrica di Selma, particolarmente stanca per via degli straordinari.
3. I've Seen It All – Selma cammina sui binari del treno.
4. Scatterheart – Selma ha appena ucciso il poliziotto che la ospita nel suo giardino.
5. In The Musicals – durante il processo.
6. 107 Steps – verso la camera della morte. Selma conta i passi con la guardia che l'accompagna.
7. New World – ultima canzone che Selma canta, drammaticamente interrotta. Viene ripresa poi nei titoli di coda in versione studio.

## Classifiche
| Classifica (2019) | Posizione massima |
| ----------------- | ----------------- |
| Austria           | 21                |
| Belgio (Fiandre)  | 38                |
| Belgio (Vallonia) | 31                |
| Finlandia         | 10                |
| Francia           | 4                 |
| Germania          | 22                |
| Italia            | 20                |
| Norvegia          | 2                 |
| Paesi Bassi       | 85                |
| Svezia            | 12                |
| Svizzera          | 20                |